# 77a Divisió d'Infanteria (Alemanya)
La 77a Divisió d'Infanteria (alemany: 77. Infanteriedivision) va ser una unitat militar alemanya que va servir durant la Segona Guerra Mundial.

## Historial operatiu
La divisió d'infanteria es va formar el 15 de gener de 1944 a la ciutat de Münsingen i va formar part de la vint-i-cinquena onada de divisions d'infanteria aixecada a Alemanya. La divisió es va construir al voltant d'un quadre d'oficials i homes de la 355a i la 364a divisions d'infanteria, que ambdues havien estat molt malmeses al front oriental.
Els nous reclutes que s'incorporaven a la divisió estaven ben entrenats i es beneficiaven de l'experiència dels oficials i homes als quals s'incorporaven. La divisió va ser enviada a Normandia a França com a component del LXXXIV Cos del Setè Exèrcit, que tenia l'encàrrec de defensar la França ocupada d'una invasió aliada a l'oest del Sena. El 5 de març la divisió va ser traslladada a Caen, on va ajudar a la 352a divisió en la defensa costanera.
Inicialment comandat pel tinent general Walter Poppe, el comandament va ser transferit al tinent general Stegmann l'1 de maig, amb el coronel Bacherer assumint el comandament temporal.
Inicialment oposant-se a la 4a Divisió d'Infanteria dels Estats Units quan es movia terra endins des de la platja Utah, va ser una de les quatre divisions que es van comprometre a la defensa de la península de Cotentin per negar als Aliats el port de Cherbourg: les divisions de defensa costanera 243a, 709a, la 91a Divisió d'Aterratge Aeri i la 77a Divisió d'Infanteria, de primera classe. Stegmann va ser mort a mitjans de juny amb 300 dels seus homes després de quedar atrapat en bombardejos aliats; el coronel Bacherer va tornar a assumir el comandament. Els primers assalts per empènyer el coll de la península per part de la 4a Divisió dels Estats Units van progressar poc. El 17 de juny, la veterana 9a Divisió d'Infanteria dels Estats Units es va fer càrrec de l'assalt. El dia 18 estava clar que qualsevol unitat capturada al nord de l'avanç aliat es perdria. El mariscal Rommel va intentar treure la 77 del llaç de tancament, però els problemes de comandament eren tan estratificats i confosos que la divisió no es va poder moure cap al sud fins que la línia aliada s'estenia per l'amplada i s'estava solidificant. El 19 de juny la 77 va quedar atrapada i va ser en gran part aniquilada, amb només dos batallons que van escapar cap al sud. A principis de juliol, la resta de la divisió es va veure atrapada en la lluita al voltant de Saint-Jores mentre que el 1r Batalló del 358è Regiment d'Infanteria estatunidenc va començar a empènyer-los amb força, donant lloc a la retirada alemanya al final del dia. Elements de la 5a Divisió de Paracaigudistes restaurarien temporalment el control alemany abans de deixar finalment la zona el 10 de juliol. El romanent va ser destruït durant la batalla de Saint-Malo l'agost de 1944.

## Unitats subordinades
- 1049è Regiment de Granaders
- 1050è Regiment de Granaders
- 177è Regiment d'Artilleria
- 177è Batalló d'enginyers
- 177è Batalló antitanc
- 177è Batalló de transmissions
- 177è Batalló de reparacions de camp
- 177è Destacament divisionary de subministraments

## Comandants
Generalleutnant Walter Poppe - 01/02/1944 - 25/04/1944
Oberst der Reserve Rudolf Bacherer - 25/04/1944 - 01/05/1944
Generalleutnant Rudolf Stegmann - 01/05/1944 - 18/06/1944
Oberst der Reserve Rudolf Bacherer - 18/06/1944 - 15/08/1944